# Laufeia liujiapingensis
Laufeia liujiapingensis är en spindelart som beskrevs av Yang Y., Tang Y. 1997. Laufeia liujiapingensis ingår i släktet Laufeia och familjen hoppspindlar. Inga underarter finns listade i Catalogue of Life.